# Loire 46
Die Loire 46 war ein französisches Jagdflugzeug von 1934.

## Geschichte
Das Konstruktionsprinzip der Loire 46 geht zurück auf den Typ Loire 43, von dem nur ein Prototyp gebaut wurde, der zum ersten Mal am 17. Oktober 1932 flog. Es handelte sich bei diesem Typ um ein einsitziges Ganzmetallflugzeug mit starrem Fahrwerk und Puławski-Flügel, ähnlich der polnischen PZL P.7, die zwei Jahre zuvor einen neuen Standard in der Jagdflugzeug-Entwicklung gesetzt hatte. Den Antrieb lieferte ein 690 PS starker V-Motor des Typs Hispano-Suiza 12Xbrs.
Eine Überarbeitung des Hecks und des Fahrwerks sowie ein Austausch des Motors gegen einen 880 PS leistenden Sternmotor Gnôme-Rhône 14Kcs führten zum Nachfolgetyp Loire 45, der erstmals am 20. Februar 1933 flog. Dieses Flugzeug erinnerte seinerseits optisch sehr stark an den Typ PZL P.24 (ein Nachfolgemuster der PZL P.7), dessen Prototyp drei Monate später erstmals flog und deutlich bessere Flugleistungen vorweisen konnte.
Da man mit den Leistungen der Loire 45 noch nicht zufrieden war, wurden weitere Überarbeitungen beschlossen. Dies betraf vor allem die Form der Tragflächen und des Hecks. Es dauerte mehr als ein Jahr, bis am 1. September 1934 schließlich ein neuer Prototyp, nun unter der Bezeichnung Loire 46 und angetrieben von einem leicht schwächeren 850-PS-Motor Gnôme-Rhône 14Kfs, seinen Erstflug antrat. Er demonstrierte exzellente Flugeigenschaften bei einer Höchstgeschwindigkeit von 368 km/h. Die Armée de l’air bestellte schließlich 60 Maschinen, die ab August 1936 bei den französischen Jagdstaffeln eintrafen.
Sechs Loire 46 fanden ihren Weg nach Spanien, wo sie auf der Seite der Republik am Kriegsgeschehen teilnahmen.
Zu Beginn des Zweiten Weltkrieges befanden sich die meisten Loire 46 nur noch in Trainingseinheiten der Armée de l’air. Im September 1939 war allerdings noch eine reguläre Staffel mit dem Typ ausgerüstet.

## Einsatzländer
- Frankreich
- Spanien

## Technische Daten

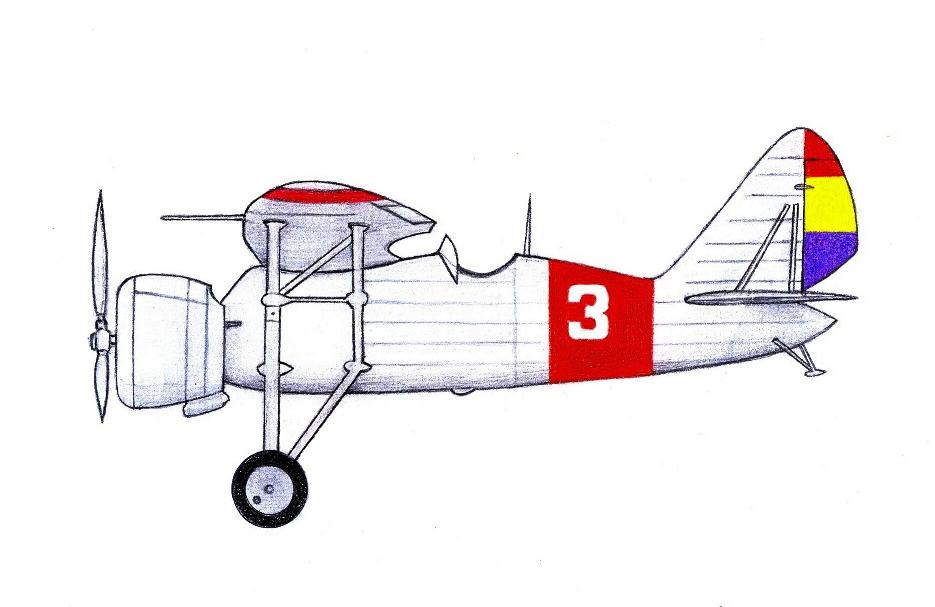
Seitenansicht einer spanischen Loire 46

| Kenngröße             | Daten                                                           |
| --------------------- | --------------------------------------------------------------- |
| Besatzung             | 1                                                               |
| Länge                 | 7,76 m                                                          |
| Spannweite            | 11,80 m                                                         |
| Höhe                  | 4,13 m                                                          |
| Flügelfläche          | 19,50 m²                                                        |
| Flügelstreckung       | 7,1                                                             |
| Leermasse             | 1450 kg                                                         |
| Startmasse            | 1950 kg                                                         |
| Höchstgeschwindigkeit | 368 km/h in 6000 m Flughöhe                                     |
| Dienstgipfelhöhe      | 11.750 m                                                        |
| Reichweite            | 1300 km                                                         |
| Triebwerke            | 1 × Sternmotor Gnôme-Rhône 14Kfs Mistral Major, 850 PS (625 kW) |
| Bewaffnung            | 4 × 7,5-mm-MG MAC 1934/39 1 × 20-mm-Kanone Hispano-Suiza HS-404 |